# Премія глядацьких симпатій «Золота дзиґа»
Премія глядацьких симпатій «Золота дзиґа» — одна з кінематографічних нагород, що надається Українською кіноакадемією в рамках Національної кінопремії «Золота дзиґа». Її присуджують українським кінематографістам, починаючи з другої церемонії, що відбулася у 2018 році й вшановувала досягнення у кіно за 2017 рік.

## Переможці та номінанти
Нижче наведено список лауреатів, які отримали цю премію, а також номінанти. ★ Імена переможців виділені окремим кольором

## Список номінантів та лауреатів
| Церемонії   | Фільм                               | Режисер(и)                         |
| ----------- | ----------------------------------- | ---------------------------------- |
| 2-га (2018) | ★ «DZIDZIO Контрабас»               | Олег Борщевський                   |
| 2-га (2018) | • «Ізі»                             | Андреа Маньяні                     |
| 2-га (2018) | • «Інфоголік»                       | Валентин Шпаков, Владислав Климчук |
| 2-га (2018) | • «Кіборги»                         | Ахтем Сеітаблаєв                   |
| 2-га (2018) | • «Межа»                            | Петер Беб'як                       |
| 2-га (2018) | • «Мир вашому дому!»                | Володимир Лерт                     |
| 2-га (2018) | • «Припутні»                        | Аркадій Непиталюк                  |
| 2-га (2018) | • «Сторожова застава»               | Юрій Ковальов                      |
| 2-га (2018) | • «Червоний»                        | Заза Буадзе                        |
| 2-га (2018) | • «Чужа молитва»                    | Ахтем Сеітаблаєв                   |
| 3-тя (2019) | ★ «DZIDZIO Перший раз»              | Михайло Хома, Тарас Дронь          |
| 3-тя (2019) | • «11 дітей з Моршина»              | Аркадій Непиталюк                  |
| 3-тя (2019) | • «Дике поле»                       | Ярослав Лодигін                    |
| 3-тя (2019) | • «Донбас»                          | Сергій Лозниця                     |
| 3-тя (2019) | • «Позивний „Бандерас“»             | Заза Буадзе                        |
| 3-тя (2019) | • «Пригоди S Миколая»               | Семен Горов                        |
| 3-тя (2019) | • «Свінгери»                        | Андрейс Екіс                       |
| 3-тя (2019) | • «Секс і нічого особистого»        | Ольга Ряшина                       |
| 3-тя (2019) | • «Сотка»                           | Олександр Бєляк                    |
| 3-тя (2019) | • «Таємний щоденник Симона Петлюри» | Олесь Янчук                        |
| 4-та (2020) | ★ «Крути 1918»                      | Олексій Шапарєв                    |
| 4-та (2020) | • «Давай танцюй»                    | Олександр Березань                 |
| 4-та (2020) | • «Заборонений»                     | Роман Бровко                       |
| 4-та (2020) | • «Захар Беркут»                    | Ахтем Сеітаблаєв, Джон Вінн        |
| 4-та (2020) | • «Зустріч однокласників»           | Валентин Шпаков                    |
| 4-та (2020) | • «Клара та чарівний дракон»        | Олександр Клименко                 |
| 4-та (2020) | • «Свінгери 2»                      | Андрейс Екіс                       |
| 4-та (2020) | • «Фокстер і Макс»                  | Анатолій Матешко                   |
| 4-та (2020) | • «Ціна правди»                     | Аґнешка Голланд                    |
| 4-та (2020) | • «Я, ти, він, вона»                | Володимир Зеленський, Девід Додсон |

## 2020-ті
| Церемонії    | Фільм                                     | Режисер(и)                    |
| ------------ | ----------------------------------------- | ----------------------------- |
| 5-та (2021)  | ★ «Пекельна Хоругва, або Різдво Козацьке» | Михайло Костров               |
| 5-та (2021)  | • «Атлантида»                             | Валентин Васянович            |
| 5-та (2021)  | • «Безславні кріпаки»                     | Роман Перфільєв               |
| 5-та (2021)  | • «Борщ. Секретний інгредієнт»            | Дмитро Кочнєв                 |
| 5-та (2021)  | • «Веронські скарби»                      | Світлана Ліщинська            |
| 5-та (2021)  | • «Весільний спадок»                      | Олексій Гуз                   |
| 5-та (2021)  | • «Де ти, Адаме?»                         | Олександр Запорощенко         |
| 5-та (2021)  | • «Екс»                                   | Сергій Лисенко                |
| 5-та (2021)  | • «Забуті»                                | Дар'я Онищенко                |
| 5-та (2021)  | • «Земля блакитна, ніби апельсин»         | Ірина Цілик                   |
| 5-та (2021)  | • «Зірка Давида Черкаського»              | Сергій Волков                 |
| 5-та (2021)  | • «Казка старого мельника»                | Олександр Ітигілов            |
| 5-та (2021)  | • «Мати Апостолів»                        | Заза Буадзе                   |
| 5-та (2021)  | • «Мої думки тихі»                        | Антоніо Лукіч                 |
| 5-та (2021)  | • «Наші Котики»                           | Володимир Тихий               |
| 5-та (2021)  | • «Номери»                                | Олег Сенцов, Ахтем Сеітаблаєв |
| 5-та (2021)  | • «Передчуття»                            | В'ячеслав Криштофович         |
| 5-та (2021)  | • «Поїзд Київ — Війна»                    | Корній Грицюк                 |
| 5-та (2021)  | • «Спадок брехні»                         | Адріан Бол                    |
| 5-та (2021)  | • «Східняк»                               | Енді Ів                       |
| 5-та (2021)  | • «Тарас. Повернення»                     | Олександр Денисенко           |
| 5-та (2021)  | • «Толока»                                | Михайло Іллєнко               |
| 5-та (2021)  | • «Уламки»                                | Артур Якубов                  |
| 5-та (2021)  | • «Фортеця Хаджибей»                      | Костянтин Коновалов           |
| 5-та (2021)  | • «Черкаси»                               | Тимур Ященко                  |
| 5-та (2021)  | • «ЮКІ»                                   | Володимир Мула                |
| 2022         | не проводилась                            | не проводилась                |
| 6-та (2022)* | премія не вручалась                       | премія не вручалась           |
| 7-ма (2023)  | премія не вручалась                       | премія не вручалась           |
| 8-ма (2024)  | премія не вручалась                       | премія не вручалась           |